# Ondřej Štindl
Ondřej Štindl (* 29. ledna 1966) je český publicista, spisovatel, vysokoškolský pedagog a filmový scenárista. Studoval na Pedagogické fakultě Univerzity Karlovy. Od začátku vysílání působí na Radiu 1.
Je monarchista, v roce 1999 byl jedním ze signatářů monarchistického prohlášení Na prahu nového milénia spisovatele Petra Placáka.
Za scénář k filmu Pouta (2010) získal Českého lva a Cenu české filmové kritiky. Knižně vydal pět románů. Za novelu Až se ti zatočí hlava byl navržen na knižní cenu Magnesia Litera.

## Dílo

### Scenáristická filmografie
- Pouta, 2010
- Místa, 2014
- Svět pod hlavou, 2017

### Knihy
- Mondschein, 2012
- K hranici, 2016
- 50 podivuhodných postav, 2018
- Až se ti zatočí hlava, 2020
- Tolik popela, 2022